# Édouard Pagnant
Édouard Honoré Pagnant né à Bray-sur-Seine le 13 mars 1851 et mort à Paris (6e arrondissement) le 28 janvier 1916,, est un relieur doreur français.

## Biographie
Édouard Pagnant suit sa principale formation dans l'atelier Chambolle-Duru qu'il fréquente pendant sept ans. En 1876, il s'établit rue Saint-Dominique après avoir travaillé pour divers relieurs dont  Marmin avec lequel il s'associe. Il s'installe ensuite au 30 rue Jacob, où il meurt le 28 janvier 1916. Pagnant était proche de grands bibliophiles tels Octave Uzanne qui le recommandait comme relieur.

## Collections
- Bibliothèque nationale de France

## Exemples de réalisations
- L'Heptaméron[3]